# Institut européen des itinéraires culturels

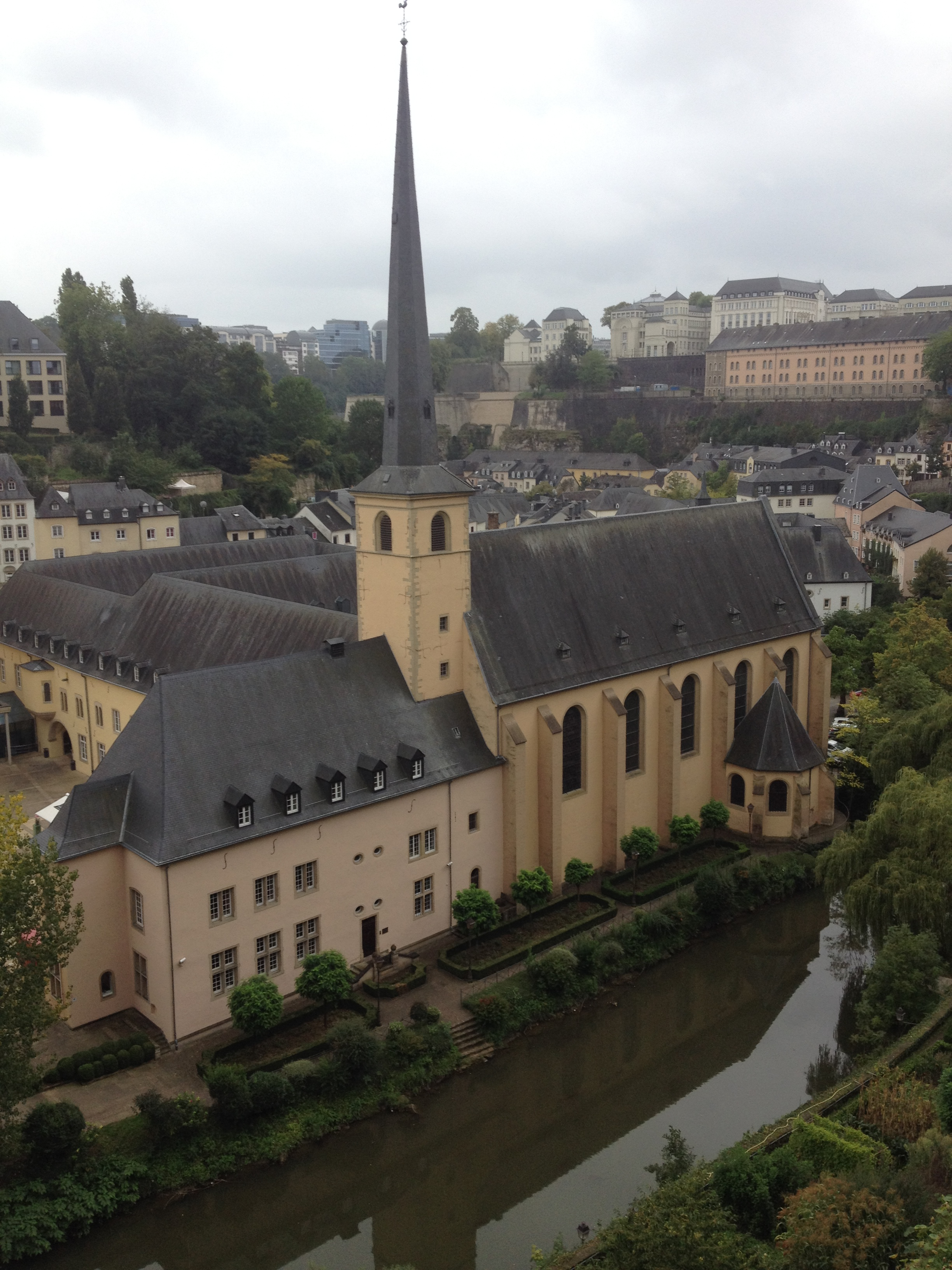

L’Institut européen des itinéraires culturels (IEIC) est un service public européen et une agence technique qui a été mise en place dans le cadre d'un accord politique entre le Conseil de l'Europe et le Grand-Duché du Luxembourg. Il est chargé depuis 1998 d'assurer la continuité et le développement du programme des Itinéraires culturels du Conseil de l'Europe dans les 49 pays signataires de la Convention culturelle et, en fonction des thèmes, dans les pays qui ont eu, ou qui ont encore, des relations commerciales, culturelles et politiques avec l'Europe.
L’IEIC a son siège dans le Centre culturel de Rencontre Abbaye de Neumünster, à Luxembourg, et accueille régulièrement dans ses locaux les responsables des réseaux des itinéraires, les porteurs de projets, des chercheurs et étudiants, ainsi que le grand public. L’IEIC a également pour mission d'organiser des colloques thématiques, collabore à la mise en place et à la gestion des Itinéraires, participe à des salons spécialisés, à travers un travail constant de prise en compte de la liaison entre culture, tourisme et environnement.
Depuis 2015, la direction de l'Institut est assurée par Stefano Dominioni qui succède à Penelope Denu (qui a occupé sa fonction de 2011 à 2015) qui elle-même a succédé à Michel Thomas-Penette (en poste de 1998 à 2011). La présidence de l'Institut quant à elle est du ressort de Christian Biever, qui succède à Robert Philippart, Colette Flesch, Erna Hennicot-Schoepges et Guy Dockendorf.
En 2008, la Commission européenne a reconnu l'IEIC comme « organisme actif au niveau européen dans le domaine de la Culture. »